# Aljaž Ivačič
Aljaž Ivačič, slovenski nogometaš, * 29. december 1993, Ljubljana.
Ivačič je profesionalni nogometaš, ki igra na položaju vratarja. Od leta 2024 je član ameriškega kluba New England Revolution. Pred tem je branil za slovenske klube Olimpijo, Rudar Trbovlje, Belo Krajino in Radomlje, ciprski Pafos in ameriški Portland Timbers. Skupno je v prvi slovenski ligi odigral 82 tekem. Leta 2013 je odigral eno tekmo za slovensko reprezentanco do 20 let. 